# Virslīga 2019
Die Virslīga 2019 war die 28. Spielzeit der höchsten lettischen Fußball-Spielklasse der Herren seit deren Neugründung im Jahr 1992. Offiziell trägt die Liga den Namen Optibet Virslīga und wurde vom Lettischen Fußballverband ausgetragen. Die Spielzeit begann am 9. März und endete am 9. November 2019.
Meister wurde Titelverteidiger Riga FC.

## Modus
Die Liga startete mit neun Vereinen, die viermal (jeweils zwei Heim- und Auswärtsspiele) gegeneinander antraten.

## Vereine
| Verein              | Stadt      | Stadion              | Kapazität |
| ------------------- | ---------- | -------------------- | --------- |
| Riga FC             | Riga       | Skonto-Stadion       | 9.000     |
| FK Liepāja          | Liepāja    | Daugava-Stadion      | 5.000     |
| FK Jelgava          | Jelgava    | Ozolnieku-Stadion    | 2.200     |
| BFC Daugavpils      | Daugavpils | Celtnieks-Stadion    | 4.070     |
| FK Ventspils        | Ventspils  | Olimpiskais-Stadion  | 3.200     |
| FK Spartaks Jūrmala | Jūrmala    | Slokas-Stadion       | 2.000     |
| Valmieras FK        | Valmiera   | Jānis-Daliņš-Stadion | 2.000     |
| FK Metta            | Riga       | Arkādija-Stadion     | 0.250     |
| FK RFS              | Riga       | Arkādija-Stadion     | 0.250     |

## Abschlusstabelle
| Pl. | Verein              | Sp. | S  | U  | N  | Tore    | Diff. | Punkte |
| --- | ------------------- | --- | -- | -- | -- | ------- | ----- | ------ |
| 1.  | Riga FC (M, P)      | 32  | 20 | 6  | 6  | 059:210 | +38   | 66     |
| 2.  | FK RFS              | 32  | 17 | 8  | 7  | 055:320 | +23   | 59     |
| 3.  | FK Ventspils        | 32  | 12 | 11 | 9  | 047:430 | +4    | 47     |
| 4.  | Valmieras FK        | 32  | 12 | 10 | 10 | 037:340 | +3    | 46     |
| 5.  | FK Spartaks Jūrmala | 32  | 13 | 5  | 14 | 049:640 | −15   | 44     |
| 6.  | FK Liepāja          | 32  | 11 | 6  | 15 | 041:430 | −2    | 39     |
| 7.  | FK Jelgava          | 32  | 9  | 11 | 12 | 034:370 | −3    | 38     |
| 8.  | BFC Daugavpils (N)  | 32  | 8  | 7  | 17 | 027:500 | −23   | 31     |
| 9.  | FK Metta            | 32  | 6  | 8  | 18 | 035:600 | −25   | 26     |

Platzierungskriterien: 1. Punkte – 2. Direkter Vergleich (Punkte, Tordifferenz, geschossene Tore) – 3. Tordifferenz – 4. geschossene Tore

| (M) | amtierender Meister     |
| (P) | amtierender Pokalsieger |
| (N) | Neuaufsteiger           |

## Kreuztabelle
| Spieltag 1–16       | Riga FC | FK RFS | FK Ventspils | Valmieras FK | FK Spartaks Jūrmala | FK Liepāja | FK Jelgava | BFC Daugavpils | FK Metta |
| ------------------- | ------- | ------ | ------------ | ------------ | ------------------- | ---------- | ---------- | -------------- | -------- |
| Riga FC             |         | 2:0    | 2:0          | 0:1          | 6:1                 | 1:0        | 1:1        | 4:0            | 2:1      |
| FK RFS              | 3:1     |        | 4:1          | 0:1          | 0:0                 | 2:0        | 2:1        | 3:2            | 2:2      |
| FK Ventspils        | 1:0     | 2:0    |              | 2:2          | 2:1                 | 1:1        | 1:1        | 1:1            | 2:0      |
| Valmieras FK        | 1:0     | :2     | 1:1          |              | 1:2                 | 1:0        | 0:0        | 2:0            | 0:2      |
| FK Spartaks Jūrmala | 0:4     | 2:3    | 4:3          | 2:0          |                     | 1:0        | 1:2        | 3:0            | 1:0      |
| FK Liepāja          | 1:2     | 0:0    | 4:0          | 1:0          | 0:1                 |            | 1:0        | 2:3            | 2:1      |
| FK Jelgava          | 0:1     | 0:0    | 2:1          | 0:1          | 0:3                 | 1:2        |            | 1:0            | 1:2      |
| BFC Daugavpils      | 0:1     | 0:1    | 0:3          | 1:0          | 4:1                 | 1:0        | 0:2        |                | 1:0      |
| FK Metta            | 1:2     | 1:2    | 2:1          | 1:4          | 3:0                 | 1:2        | 2:1        | 0:1            |          |

| Spieltag 17–32      | Riga FC | FK RFS | FK Ventspils | Valmieras FK | FK Spartaks Jūrmala | FK Liepāja | FK Jelgava | BFC Daugavpils | FK Metta |
| ------------------- | ------- | ------ | ------------ | ------------ | ------------------- | ---------- | ---------- | -------------- | -------- |
| Riga FC             |         | 1:1    | 0:0          | 0:0          | 4:1                 | 1:0        | 0:1        | 2:0            | 5:0      |
| FK RFS              | 1:2     |        | 2:1          | 1:0          | 6:0                 | 1:2        | 2:0        | 2:0            | 6:1      |
| FK Ventspils        | 2:1     | 3:0    |              | 2:2          | 2:2                 | 0:1        | 1:1        | 3:0            | 2:1      |
| Valmieras FK        | 0:1     | 1:3    | 2:0          |              | 3:0                 | 2:1        | 3:1        | 1:1            | 3:3      |
| FK Spartaks Jūrmala | 2:4     | 1:0    | 0:1          | 3:0          |                     | 4:2        | 1:2        | 2:0            | 2:2      |
| FK Liepāja          | 2:2     | 3:3    | 1:2          | 2:3          | 2:2                 |            | 3:1        | 1:2            | 2:1      |
| FK Jelgava          | 0:0     | 1:1    | 1:2          | 0:0          | 5:2                 | 0:0        |            | 2:2            | 1:0      |
| BFC Daugavpils      | 0:3     | 0:1    | 1:1          | 2:2          | 2:3                 | 1:0        | 2:2        |                | 0:0      |
| FK Metta            | 0:4     | 1:1    | 3:3          | 0:0          | 1:1                 | 2:3        | 0:3        | 1:0            |          |

## Relegation
Am Ende der regulären Saison trat der Zweitplatzierte der 1. līga gegen den Achtplatzierten der Virslīga in der Relegation an. Die Spiele waren am 13. und 16. November 2019.
|          | Gesamt |               | Hinspiel | Rückspiel |
| -------- | ------ | ------------- | -------- | --------- |
| FK Metta | 3:1    | SK Super Nova | 0:0      | 3:1       |

## Torschützenliste
| Pl. | Name                     | Mannschaft          | Tore |
| --- | ------------------------ | ------------------- | ---- |
| 01. | Darko Lemajić            | FK RFS              | 15   |
| 02. | Nemanja Belaković        | FK Spartaks Jūrmala | 11   |
| 02. | Tosin Aiyegun            | FK Ventspils        | 11   |
| 04. | Tamirlan Dschamalutdinow | FK Metta            | 10   |
| 05. | Tomáš Šimković           | FK RFS              | 08   |
| 05. | Vüqar Əsgərov            | FK Liepāja          | 08   |